# De Delftsche Sport

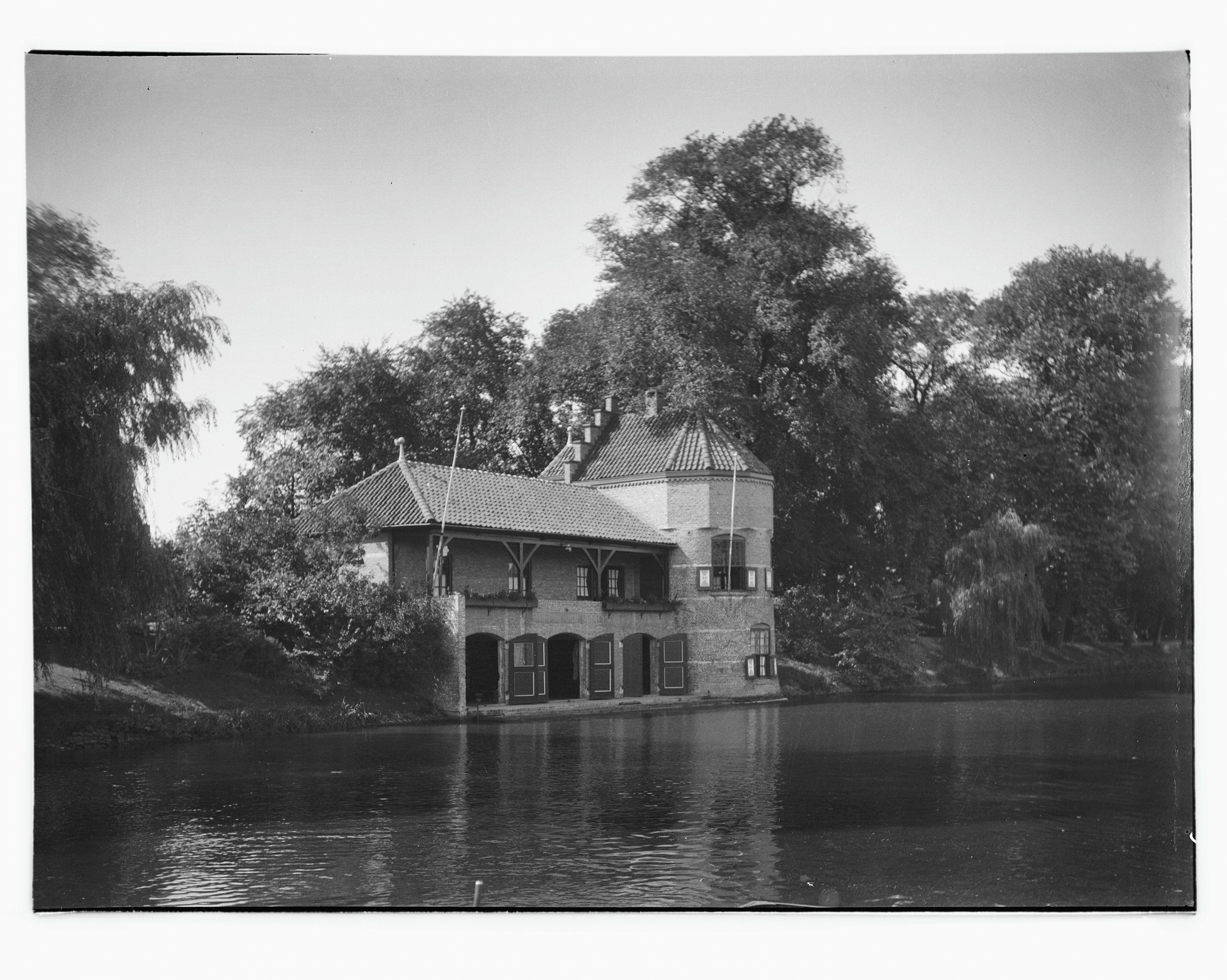
Het gebouw van DDS, nog vóór de restauratie

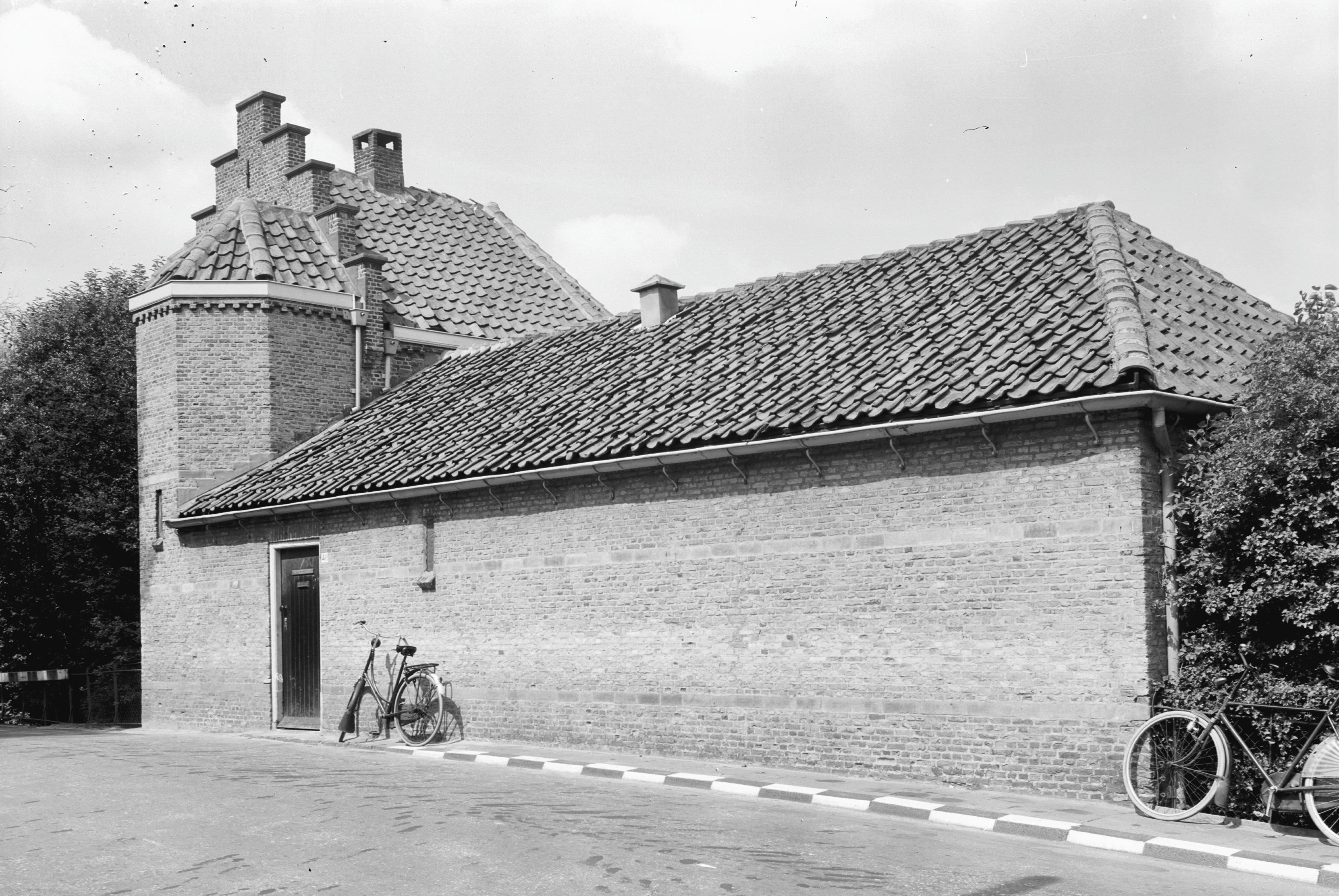
Walzijde. De boten liggen in stellingen haaks op het water, het gebouw loopt door onder de wal.

De Delftsche Sport (DDS) is een roeivereniging in Delft. Het gebouw van de vereniging is gelegen aan het Oostplantsoen, langs het Rijn-Schiekanaal.

## Geschiedenis
De vereniging is opgericht op 18 oktober 1885, als fusieclub. DDS was een roei-, cricket-, scherm- en gymnastiekvereniging. Dat in de beginjaren ook aan andere sporten werd gedaan dan roeien is ook af te leiden uit het wapen. Snel was het roeien de enige sport die bij DDS bedreven werd.
DDS is gehuisvest in de Sint-Huybrechtstoren. De toren is een van de 22 waltorens die Delft in de 16e eeuw omringden. De Sint-Huybrechtstoren is samen met de Bagijnetoren (Phoenixstraat) en de Rietveldse Toorn (Oosterstraat) het enige wat daarvan nog overeind staat en sinds 1967 officieel een rijksmonument.
In 1914 betrok DDS de toren - op dat moment niet veel meer dan een bouwval - en bouwde er een neoromantische vleugel aan vast. Dit was een ontwerp van Han van Meegeren, toen nog student Bouwkunde aan de Technische Hogeschool in Delft. Hij was een aantal jaar lid van DDS. Van Meegeren zou later wereldfaam verwerven als meestervervalser van schilderijen van Johannes Vermeer.
In de jaren 90 dreigde het hele clubcomplex door verzakking en onderspoeling vanwege de toegenomen scheepvaart langzaam in het water van de Schie weg te zakken. Mede dankzij een financiële bijdrage - de zogeheten 'Delftse Duiten' - die de gemeente beschikbaar stelde uit de verkoop van het energiebedrijf EZH, onderging het gebouw in 2005-2006 een ingrijpende restauratie en renovatie. Aan de zuidkant werden een transparante vleugel met sanitaire voorzieningen en een dakterras aangebouwd.
Sinds 2011 is er G-Roei bij DDS. Licht gehandicapte mensen kunnen op deze manier roeien.

### Olympische overwinningen
Vier leden van De Delftsche Sport hebben in 1948 meegedaan aan de Olympische Zomerspelen 1948 in Londen in een vier zonder stuurman. De ploeg bestond uit Hein van Suylekom, Han Dekker, Han van den Berg en Sietze Haarsma. Deze ploeg behaalde de 5de plaats op de spelen. 
Tijdens de Olympische Zomerspelen 1976 stuurde Evelien Koogje de Nederlandse vrouwenacht naar de achtste plaats. Het was de eerste keer dat vrouwen mochten meedoen aan de Olympische roeinummers.